# Slivje, Hrpelje - Kozina
Slivje je naselje v Občini Hrpelje - Kozina.
V bližini naselja je vhod v urejeno 6,2 km dolgo kraško jamo Dimnice.